# Jadwiga Nadana
Jadwiga Nadana z domu Kępalska (ur. 16 kwietnia 1922 w Bełchatowie, zm. 13 marca 2017) – polska działaczka społeczna, Honorowy Obywatel Bełchatowa.

## Życiorys
Jej ojciec Janusz Kępalski był w okresie dwudziestolecia międzywojennego współzałożycielem Związku Strzeleckiego „Strzelec” w Bełchatowie. Jadwiga Nadana należała do Ligi Kobiet Polskich, w 1991 brała udział w reaktywacji Związku Strzeleckiego „Strzelec” w Bełchatowie, była również współzałożycielem Regionalnego Stowarzyszenia Społeczno-Kulturalnego, działaczką Stowarzyszenia Przyjaciół Bełchatowa i przewodniczącą jego Komisji Historycznej, a także współinicjatorką światowego zjazdu rodziny Hellwigów w 2004. W 2002 została wyróżniona tytułem Honorowego Obywatela Miasta Bełchatowa. Wyróżniono ją również między innymi Odznaką „Zasłużony Działacz Kultury”. Zmarła 13 marca 2017 i została pochowana na  cmentarzu rzymskokatolickim w Bełchatowie.